# Apodoúlou (Réthymnon)
Apodoúlou, en grec moderne : Αποδούλου, est un village du dème d'Amári, au sud du district régional de Réthymnon de la Crète, en Grèce. Selon le recensement de 2011, la population d'Apodoúlou compte 256 habitants.
Le village est situé au pied du mont Ida, surplombant la mer de Libye. Il se trouve à une distance de 54 km de Réthymnon et 84 km de Héraklion.

## Source de la traduction
- (el) Cet article est partiellement ou en totalité issu de l’article de Wikipédia en grec moderne intitulé « Αποδούλου Ρεθύμνης » (voir la liste des auteurs).